# Ндола
Ндола (англ. Ndola) — велике місто Замбії з населенням 379 тис. осіб (2003 рік), адміністративний центр провінції Коппербелт.
Сполучене залізницею, шосейними дорогами та нафтопроводом з танзанійським містом Дар-ес-Салам.
На честь міста названо астероїд 1634 Ндола.

## Відомі особистості
Едгар Чагва Лунгу (11 листопада 1956*-) — замбійський державний і політичний діяч, міністр внутрішніх справ, оброни та юстиції, президент Замбії з 25 січня 2015 року.